# Kawasaki (motorfiets)
Kawasaki is een van de grote vier Japanse motorfietsmerken. De motorendivisie is een onderdeel van Kawasaki Heavy Industries Ltd.

## Historie
In 1949, toen de vliegtuigtak van Kawasaki Heavy Industries naar civiele opdrachten zocht, werd de eerste motorfiets uitgebracht, een 154cc-kopkleppertje. Naast motoren en vliegtuigen bouwt Kawasaki Heavy Industries ook schepen en treinen.
Vanaf 1954 ging men 58cc-tweetaktblokjes leveren aan Meihatsu. In 1962 nam men het motormerk Meihatsu over en in 1964 volgde Meguro. Sindsdien verwierf Kawasaki bekendheid als een van de vier grote Japanse motormerken. De eerste motorfietsen waren Meguro- en Meihatsu-modellen, op hun beurt weer kopieën van Europese motorfietsen. De eerste zware Kawasaki, de 650 cc W1, was gebaseerd op de Meguro Stamina, een kopie van de BSA A7.
Hierna kwam Kawasaki met snelle twee- en driecilinder tweetakten en in 1971 met de beroemde viertakt Z-1 900. Kawasaki is actief of actief geweest op alle terreinen van de motorsport, hoewel wereldkampioenschap wegrace successen schaars zijn. Sinds 1975 heeft Kawasaki ook een fabriek in Lincoln, Nebraska.

## Spot- en bijnamen
Kawasaki (algemeen): Kwalijk zakie, Kawa
Kawasaki B8M 125 cc crosser uit 1963: Red Tank Kawasaki
Kawasaki crossers en racers: Green Meanie (naar de gifgroene fabriekskleur)
Kawasaki H1 Mach III 500 cc uit 1969: Rodeo Machine (naar aanleiding van het - voor die tijd - forse vermogen en het frame dat daar niet helemaal op berekend was) of The Widowmaker
Kawasaki Z 900 (1971): King of the road
Kawasaki Z 1000 (1976): The King

## Modellen
- Kawasaki Versys 650
- Kawasaki Versys 650 Grand tourer
- Kawasaki Versys 1000
- Kawasaki versys 1000 Grand tourer
- Kawasaki 125 MX
- Kawasaki 250 MX
- Kawasaki 250R Ninja
- Kawasaki 250 TR Freestyle
- Kawasaki 300 Ninja
- Kawasaki 330 KT
- Kawasaki 350 Mach II
- Kawasaki 400 RS
- Kawasaki 400 S 3
- Kawasaki 400 SS
- Kawasaki A1 Samurai 250
- Kawasaki A7 Avenger 350
- Kawasaki A7 Avenger Street Scrambler 350
- Kawasaki AE 50
- Kawasaki AR 50
- Kawasaki B8M 125
- Kawasaki BN 125
- Kawasaki CS 250 Casual Sports
- Kawasaki D 1
- Kawasaki D-Tracker 250
- Kawasaki EL 125 Eliminator
- Kawasaki EL 175 Eliminator
- Kawasaki EL 250 Eliminator
- Kawasaki EL 252 Eliminator
- Kawasaki EN 500 C
- Kawasaki EN 500 Vulcan
- Kawasaki EN 500
- Kawasaki Epsilon 125 scooter
- Kawasaki Epsilon 250 scooter
- Kawasaki ER-5
- Kawasaki ER-6n
- Kawasaki ER-6f
- Kawasaki Estrella 250 RS
- Kawasaki EX 250 H
- Kawasaki EX 500
- Kawasaki F 2 (175 cc)
- Kawasaki F 5 Bighorn 350
- Kawasaki F 6 125 cc
- Kawasaki F 9 350 cc
- Kawasaki F 11 250 cc
- Kawasaki G 7 T 100 cc
- Kawasaki GA 2 90 cc
- Kawasaki GPX 600 R Ninja
- Kawasaki GPX 750 R
- Kawasaki GPz 250 R
- Kawasaki GPz 305
- Kawasaki GPz 400 R
- Kawasaki GPz 400
- Kawasaki GPz 500 S
- Kawasaki GPz 550
- Kawasaki GPz 600 R
- Kawasaki GPz 750 R
- Kawasaki GPz 750 Turbo
- Kawasaki GPz 750
- Kawasaki GPz 900 R
- Kawasaki GPz 1000 RX Ninja
- Kawasaki GPz 1100
- Kawasaki GS 5-A 100 cc
- Kawasaki GT 550
- Kawasaki GT 750
- Kawasaki GTR 1000
- Kawasaki GTR 1400
- Kawasaki H 1 500 Mach III
- Kawasaki H 1 500 SS
- Kawasaki H 1 B 500 Special
- Kawasaki H 1 R 500 cc wegracer
- Kawasaki H 1 RW 500 cc wegracer
- Kawasaki H 2 750 Mach IV
- Kawasaki H 2 750 Special
- Kawasaki H 2 B 750 Mach I
- Kawasaki H 2 R 750 cc wegracer
- Kawasaki HB 1 B 500 cc
- Kawasaki HF 750 turbo
- Kawasaki J 1 L (85 cc)
- Kawasaki KA-1 125 cc wegracer
- Kawasaki KDX 125 SR
- Kawasaki KDX 175
- Kawasaki KDX 200 R
- Kawasaki KDX 250
- Kawasaki KDX 400
- Kawasaki KDX 420 B1
- Kawasaki KE 125 A
- Kawasaki KH 125
- Kawasaki KH 250
- Kawasaki KL 250 A
- Kawasaki KL 500
- Kawasaki KL 650 Tengai
- Kawasaki KLE 500
- Kawasaki KLR 250
- Kawasaki KLR 600 EL
- Kawasaki KLR 600
- Kawasaki KLR 650
- Kawasaki KLV 1000
- Kawasaki KLX 250 E
- Kawasaki KLX 250 R
- Kawasaki KLX 250
- Kawasaki KLX 300 R
- Kawasaki KLX 300
- Kawasaki KLX 350 R
- Kawasaki KLX 650 C
- Kawasaki KLX 650 R
- Kawasaki KLX 650
- Kawasaki KMX 125
- Kawasaki KR 1 S
- Kawasaki KR 1
- Kawasaki KR 250 S
- Kawasaki KR 250 wegracer
- Kawasaki KR 250
- Kawasaki KR 350 wegracer
- Kawasaki KR 500 wegracer
- Kawasaki KR 750 wegracer
- Kawasaki KR 1000 Endurance
- Kawasaki KS 125 Trialster
- Kawasaki KS 125
- Kawasaki KT 250 Trial
- Kawasaki KT 330
- Kawasaki KX 125 A7
- Kawasaki KX 125 B 1
- Kawasaki KX 125 B 2
- Kawasaki KX 125 E
- Kawasaki KX 125 L
- Kawasaki KX 125 Uni Trak
- Kawasaki KX 125
- Kawasaki KX 250 A
- Kawasaki KX 250 B
- Kawasaki KX 250 D
- Kawasaki KX 250 F
- Kawasaki KX 250 L
- Kawasaki KX 250
- Kawasaki KX 400
- Kawasaki KX 420 A
- Kawasaki KX 450 F
- Kawasaki KX 450
- Kawasaki KX 450
- Kawasaki KX 450
- Kawasaki KX 500 B
- Kawasaki KX 500 SR
- Kawasaki KX 500
- Kawasaki KX 60
- Kawasaki KX 65
- Kawasaki KX 65-A1
- Kawasaki KX 80 G
- Kawasaki KX 80 II
- Kawasaki KX 80 J
- Kawasaki KX 80
- Kawasaki KX 85
- Kawasaki KX 85-II
- Kawasaki KXR 250
- Kawasaki M 10 (50 cc)
- Kawasaki RZX-1000 enduranceracer
- Kawasaki S1 250 Special
- Kawasaki S1 250
- Kawasaki S2 350 Special
- Kawasaki S2 350
- Kawasaki S2 T 350 SS
- Kawasaki S3 400
- Kawasaki SS 350
- Kawasaki Super Sherpa 250
- Kawasaki TR 90
- Kawasaki TR 250
- Kawasaki VN 700 Vulcan
- Kawasaki VN 750 Vulcan
- Kawasaki VN 800 Drifter
- Kawasaki VN 800 Vulcan Classic
- Kawasaki VN 800 Vulcan
- Kawasaki VN 900 Classic
- Kawasaki VN 900 Custom
- Kawasaki VN 1500 Drifter
- Kawasaki VN 1500 Mean Streak
- Kawasaki VN 1500 Sumo II
- Kawasaki VN 1500 Vulcan
- Kawasaki VN 1500 Vulcan Classic
- Kawasaki VN 1500 Vulcan Classic Fi
- Kawasaki VN 1500 Vulcan Classic Tourer
- Kawasaki VN 1500 Vulcan Classic Tourer Fi
- Kawasaki VN 1600 Mean Streak
- Kawasaki VN 1600 Vulcan Classic Tourer
- Kawasaki VN 1600 Vulcan Classic
- Kawasaki VN 2000 Mean Streak
- Kawasaki VN 2000
- Kawasaki W 1 (650 cc)
- Kawasaki W 1 SS (650 cc)
- Kawasaki W 2 (650 cc)
- Kawasaki W 3 (650 cc)
- Kawasaki W 3 RS 650
- Kawasaki W 650 "Pub Burner"
- Kawasaki W 650
- Kawasaki Z 1 900
- Kawasaki Z 1 R D1
- Kawasaki Z 1 R TC
- Kawasaki Z 1 R
- Kawasaki Z 2 750
- Kawasaki Z 200
- Kawasaki Z 250 C
- Kawasaki Z 250 LTD
- Kawasaki Z 250
- Kawasaki Z 305 CSR
- Kawasaki Z 400 B
- Kawasaki Z 400 D
- Kawasaki Z 400 F II
- Kawasaki Z 400 F
- Kawasaki Z 400 J
- Kawasaki Z 400
- Kawasaki Z 440 LTD
- Kawasaki Z 454 LTD
- Kawasaki Z 500
- Kawasaki Z 550 F
- Kawasaki Z 550 GT
- Kawasaki Z 650 B 1
- Kawasaki Z 650 SR
- Kawasaki Z 650 Turbo
- Kawasaki Z 650
- Kawasaki Z 700 LTD
- Kawasaki Z 750 E
- Kawasaki Z 750 GP
- Kawasaki Z 750 LTD
- Kawasaki Z 750 S
- Kawasaki Z 750
- Kawasaki Z 800
- Kawasaki Z 800 E
- Kawasaki Z 900
- Kawasaki Z 1000 Fuel Injection
- Kawasaki Z 1000 H
- Kawasaki Z 1000 H
- Kawasaki Z 1000 J 1
- Kawasaki Z 1000 J
- Kawasaki Z 1000 MK II
- Kawasaki Z 1000 R
- Kawasaki Z 1000 Special
- Kawasaki Z 1000 ST
- Kawasaki Z 1000
- Kawasaki Z 1100 A
- Kawasaki Z 1100 GP
- Kawasaki Z 1100 R
- Kawasaki Z 1100 ST
- Kawasaki Z 1100
- Kawasaki Z 1300 Special
- Kawasaki Z 1300 Touring
- Kawasaki Z 1300 Voyager
- Kawasaki Z 1300
- Kawasaki Zephyr 550
- Kawasaki Zephyr 750
- Kawasaki Zephyr 1100
- Kawasaki ZG 1200 Voyager VII
- Kawasaki ZG 1200 Voyager
- Kawasaki ZL 400 Eliminator
- Kawasaki ZL 500 Eliminator
- Kawasaki ZL 600 Eliminator
- Kawasaki ZL 750 Eliminator
- Kawasaki ZL 900 Eliminator
- Kawasaki ZL 1000 Eliminator
- Kawasaki ZR-7
- Kawasaki ZR-7S
- Kawasaki ZRX 1100 R
- Kawasaki ZRX 1100
- Kawasaki ZRX 1200 R
- Kawasaki ZRX 1200 S
- Kawasaki ZRX 1200
- Kawasaki ZRX 750
- Kawasaki ZX 750 E1 Turbo
- Kawasaki ZX-4R Ninja
- Kawasaki ZX-6R 636 Ninja
- Kawasaki ZX-6R Ninja
- Kawasaki ZX-6RR Ninja
- Kawasaki ZX-7R Ninja
- Kawasaki ZX-7RR Ninja
- Kawasaki ZX-9R Ninja
- Kawasaki ZX-10 Ninja
- Kawasaki ZX-10R Ninja
- Kawasaki ZX-12 R Ninja
- Kawasaki ZX-14 R Ninja
- Kawasaki ZXR 1100 Lawson
- Kawasaki ZXR 1100
- Kawasaki ZXR 1200
- Kawasaki ZXR 250
- Kawasaki ZXR 400 R wegracer
- Kawasaki ZXR 400
- Kawasaki ZXR 750 R
- Kawasaki ZXR 750
- Kawasaki ZX-RR Ninja MotoGP viertakt wegracer
- Kawasaki ZZ-R 250
- Kawasaki ZZ-R 600
- Kawasaki ZZ-R 1100
- Kawasaki ZZ-R 1200
- Kawasaki ZZ-R 1400